# Herz am Spieß
Herz am Spieß ist ein deutsches Lustspiel von Maximilian Vitus aus dem Jahr 1953.

## Handlung
Am Anfang legt Tante Rosa die Karten und sagt eine baldige Hochzeit voraus. Der verstorbene Hupfauer legt in seinem Testament fest, dass die Mali gemeinsam mit Martin das Hotel hälftig erben soll. Sollte Martin nicht auffindbar sein oder nicht mitmachen, wird das Hotel dem Staat für wohltätige Zwecke vererbt, wenn sie nicht innerhalb eines Jahres heiratet. Martin taucht kurz vor Ende der Frist auf – völlig unansehnlich und mit nicht vorzeigbaren Manieren. Er bietet ihr an, zum Schein zu heiraten und sich nach einem Jahr schuldig von ihr scheiden zu lassen. Während dieser Zeit will er Rosa das Hotelhandwerk beibringen.
Als das Hotel überbucht ist und Martin den Oberkellner entlässt, kommt er als sein eigener Bruder Gustl in das Hotel zurück. Dabei verlieben sich die Eheleute ineinander. Am Schluss löst sich alles auf und ein glückliches Ehepaar bleibt zurück.

## Verfilmungen
- Der Komödienstadel Erstausstrahlung 10. Dezember 1976[2]
  - Mali Hohenleiner: Katharina de Bruyn
  - Tante Rosa: Erni Singerl
  - Der Vetter Hupfauer: Karl Tischlinger
  - Martin Wenninger: Gerhart Lippert
  - Helga Kustermann: Barbara Rath
  - Hoteldiener Lenz: Max Grießer
  - Autor: Maximilian Vitus
  - Regie: Olf Fischer
  - Musik: Waakirchner Buam[3]

- Chiemgauer Volkstheater 1992[4]
  - Mali Hohenleiner: Kathi Leitner
  - Tante Rosa: Amsi Kern
  - Der Vetter Hupfauer: Ossi Eckmüller
  - Martin Wenninger: Gerhart Lippert
  - Helga Kustermann: Mona Freiberg
  - Hoteldiener Lenz: Rupert Pointvogl

- Steiners Theaterstadl 1996[4]
  - Mali Hohenleiner: Gerda Steiner
  - Tante Rosa: Gerda Steiner-Paltzer
  - Der Vetter Hupfauer: Peter Steiner
  - Martin Wenninger: Manfred Maier
  - Helga Kustermann: Barbara Kutzer
  - Hoteldiener Lenz: Erich Seyfried

## Hörspiel
Der Komödienstadel Erstausstrahlung 19. Juli 1976
- Mali Hohenleiner: Katharina de Bruyn
- Tante Rosa: Erni Singerl
- Der Vetter Hupfauer: Karl Tischlinger
- Martin Wenninger: Gerhart Lippert
- Helga Kustermann: Hannelore Cremer
- Hoteldiener Lenz: Max Grießer
- Autor: Maximilian Vitus
- Regie: Olf Fischer
- Bearbeitung (Musik): Raimund Rosenberger
- Musik-Ensemble: Waakirchner Buam, Kapelle Rudi Knabl